# Al-Mansur (Abbasside)
Pour les articles homonymes, voir Al-Mansur.
Abû Ja`far al-Mansûr `Abd Allah ben Muhammad al-Imâm, surnommé Al-Mansûr, né en 714 et mort le 7 octobre 775, est le second calife abbasside, quand il succède à son frère Abû al-`Abbâs as-Saffah en 754. Il meurt à La Mecque au cours du pèlerinage. Il y est enterré.

## Histoire
Considéré comme le véritable fondateur du Califat abbasside, Al-Mansur est né à al-Humaymah. Son père était Muhammad, petit-fils de Abbas et sa mère berbère. Bien qu'ayant été désigné par son frère Abû al-`Abbâs comme son successeur, Abû Ja`far al-Mansûr fut contesté par certains de ceux qui avaient mis son frère au pouvoir. Abû Muslim aida Al-Mansûr à se défaire de ses adversaires.

### Les Omeyyades en Espagne
Après la prise de pouvoir en Espagne par Abd al-Rahman, rescapé du massacre des Omeyyades par les Abbassides, Al-Mansûr décida d'envoyer une ambassade auprès du roi des Francs, Pépin le Bref, qui resta plusieurs années en Gaule avant de revenir. La demande d'attaquer `Abd ar-Rahman n'ayant pas été reçue, les ambassadeurs d'Al-Mansur auraient obtenu que le roi des Francs s'oppose à une action directe des Omeyyades contre les Abbassides.
Une tentative Abbasside en Péninsule Ibérique est  défaite à Carmona, en 763, par l'émir de Cordoue.

### Meurtre d'Abû Muslim
Al-Mansûr, soucieux de la solidité de l'empire et sans doute jaloux des succès d'Abû Muslim, fit assassiner celui qui avait pourtant été à la source de la victoire abbasside sur les Omeyyades. Al-Mansûr avait nommé ce dernier gouverneur de l'Égypte, un moyen de l'éloigner de ses partisans du Khorasan, et avait nommé l'un des principaux lieutenants de Abû Muslim dans cette province, une façon de lui faire payer sa trahison. Abû Muslim refusa sa nomination, mais à cause de la trahison des siens il ne pouvait plus combattre et se résolut à aller à la rencontre d'Al-Mansûr. Le calife fit mine de vouloir l'honorer en le recevant avec faste. Au cours d'une dernière rencontre, Al-Mansûr fit tuer à coups de sabre Abû Muslim en sa présence, l'appelant à cette occasion “Abû Mujrim”. Après la mort d'Abû Muslim, un de ses amis habitant Nichapur voulu le venger en envahissant l'Irak. Arrivée à Ray, cette armée fut défaite par l'armée abbasside.
Al-Mansûr pensait que le pouvoir des Abbassides ne devait pas être contesté. En cumulant les fonctions religieuse et royale, il reproduisait le schéma du pouvoir omeyyade s'aliénant ainsi les chiites qui avaient pourtant été les instruments de la prise de pouvoir par Abû al-`Abbâs et réclamaient le califat pour leurs imams.
En 758, Al-Mansûr dut faire face à une révolte kharijite dans la région de Bassora (Al-Basra). Employant de nouveau le même stratagème de la fausse réception de réconciliation, il put isoler ses adversaires et les faire exécuter.

### Lutte contre les Alides
Al-Mansûr surnomma « al-Mahdî » son fils Muhammad et l'envoya lutter contre les opposants chiites dans le Khorasan, pourtant descendant de la famille du prophète (Ahl al-bayt). Il avait réussi à arrêter l'imam `Ali Zayn al-`Âbidîn, en 758 lors de son pèlerinage à La Mecque, mais depuis il recherchait vainement les deux fils d'`Abd Allah ben al-Hasan : Muhammad et Ibrâhîm. Le second avait pris surnom de Hadî et Muhammad celui de Mahdî. Ainsi le fils de l'imam était-il « Muhammad al-Mahdî de la famille de `Alî ».
Pour plus de sécurité les deux fils d'`Abd Allah ben al-Hasan, Muhammad et Ibrâhîm se séparèrent. Ibrâhîm s'est réfugié à Bassora. Muhammad continua à parcourir le Hedjaz et son fils `Alî partit pour l'Égypte. Al-Mansûr fit arrêter `Alî et son grand-père `Abd Allah ainsi que d'autres membres de la famille (~761). Un an après, `Alî et `Abd Allah furent mis à mort :

« L'année suivante, Al-Mansûr fit mettre à mort `Ali, fils de Muhammad, qui avait été arrêté en Égypte. Il le fit tuer à coups de fouet. `Abd Allah, fils de Hasan, fut tué après lui. `Ali, fils de Hasan, fut étranglé. Muhammad, fils d'lbrâhîm, fut placé vivant dans un réduit que l'on mura ensuite. »

#### Révolte de Muhammad ben `Abd Allah
En 762, Muhammad fit savoir à Ibrâhîm qu'il allait brandir l'étendard de la révolte contre Al-Mansûr. Ibrâhîm tomba malade ce qui l'empêcha de rejoindre son frère à La Mecque. Muhammad fit prisonnier le gouverneur de Médine. Pendant ce temps Al-Mansûr était dans les environs de Bagdad qu'il commençait à faire construire. Apprenant la capture du gouverneur de Médine, Al-Mansûr alla à Koufa ; De là il y eut un échange de lettres. Le 4 décembre 762, Les armées du calife arrivèrent à Médine. La petite troupe de Muhammad ne put résister et Muhammad fut tué d'un coup de sabre. Sa tête fut envoyée à Al-Mansûr.

#### Révolte d'Ibrâhîm ben `Abd Allah
Ibrâhîm qui était à Bassora, recrutait des troupes pour soutenir son frère. Le gouverneur de Bassora cherchait à l'arrêter ainsi que ses partisans, aussi Ibrâhîm quitta Bassora. Il se rendit vers Ahvaz au Khuzestân. Al-Mansûr envoya une armée venant de Syrie qui fut battue par les troupes d'Ibrâhîm. Il y avait aussi des insurgés à Koufa et à Mossoul. Ces derniers voulaient rejoindre Bassora au moyen de bateaux sur le Tigre. Ce projet fut déjoué par les soldats d'Al-Mansûr qui détruisirent la flotte et tuèrent les partisans d'Ibrâhîm. Al-Mansûr était très inquiet, il ne prenait plus part aux plaisirs de la cour et du harem.
Une bataille eut lieu aux environs de Koufa. Ce fut une victoire pour les troupes d'Ibrâhîm. À midi, l'armée d'Al-Mansûr ne comptait plus que cinq cents des dix-huit mille combattants de départ. Une armée de renfort envoyée de Bassora prit les troupes d'Ibrâhîm à revers. Les fuyards du premier combat ont été arrêtés par un canal qu'ils ne pouvaient franchir, ainsi Ibrâhîm se trouva encerclé et fut tué par une flèche. On lui trancha la tête.
Al-Mansûr était à ce moment-là à Koufa et s'apprêtait à partir vers Ray pour s'y réfugier car il venait d'apprendre la déroute subie par ses armées dans la matinée. C'est alors qu'on lui apporta la tête d'Ibrâhîm placée sur un bouclier. Alors Al-mansûr changea de vêtements et reprit ses plaisirs.

#### Lutte contre les imams
Pour arrêter les fils de `Alî Zayn al-Âbidîn, le calife fera plusieurs campagnes au Khorasan et à Médine, toujours vainement.
Ja`far as-Sâdiq sixième imâm chiite est mort le 10 septembre 765, à l'âge de 63 ans. Il est enterré à Médine au cimetière d'al-Baqî.
Le gouverneur du Khorasan était peu sûr. Prétextant du besoin de combattre les Turcs aux frontières, Al-Mansûr fit une campagne au Khorasan en se débarrassant de son gouverneur. Dans le même temps le Tabaristan se rebellait, il fut conquis en 760.

### Désignation du successeur
Il aide aussi à combattre son neveu `Isâ qui prétendait à la succession malgré son grand âge. Al-Mansûr demanda conseil à Khâlid de la famille barmécide. Il le chargea d'interroger `Isâ sur ses intentions avec trois autres hommes de confiance. Malgré la réponse négative de `Isâ, ils dirent à Al-Mansûr que celui-ci était prêt à renoncer publiquement à ses droits. Quand `Isâ vint voir Al-Mansûr, il nia avoir accepté de renoncer ; ce fut l'occasion de l'accuser de parjure. `Isâ, discrédité, renonça finalement à son droit de succession et Al-Mahdî devint le successeur désigné (vers 765) .

### Politique
La tolérance des Abbassides envers les populations non arabes permit l'expression des arts. En Perse, un mouvement contre la prééminence arabe se développa, la « chu`ûbîya » proclamant la supériorité de la culture persane sur la culture arabe.
Beaucoup de non arabes se convertissaient à l'islam, bien que le califat ne l'encourageât pas car c'était une perte de recettes fiscales : les musulmans ne payaient pas l'impôt personnel (Jizya) auquel étaient soumis les dhimmis. Au cours du règne de Al-Mansûr la proportion de musulmans dans la population doubla presque, passant de 8 % à 15 %.
Il construisit Bagdad et en fit sa capitale. Il fut le premier souverain arabe à s'intéresser aux sciences.